# ParaWorld
ParaWorld es un videojuego de estrategia que trata sobre un mundo paralelo al nuestro, poblado de Dinosaurios y otros animales prehistóricos. Un grupo de científicos matemáticos del siglo XIX llegaron a este mundo al descubrir como viajar entre dimensiones, quedando atrapados allí y guardando el secreto, hasta que un nuevo grupo de jóvenes científicos lograron repetir el salto interdimensional, llegando a este nuevo mundo, y tratando de volver a su época.

## Características
ParaWorld es un juego de estrategia en tiempo real, y el único hasta ahora que se basa totalmente en animales prehistóricos, ya que tienen más de 50 de estos animales, la mayoría dinosaurios. 
Además del ambiente prehistórico que dan estos seres, este se siente más todavía ya que el juego tiene tres tribus, basadas en grupos humanos antiguos: Los Nordícos (Norsemens), los Desertores (Dustriders, basados en tribus africanas y americanas) y El Clan Dragón (Basados en ninjas, samuráis y otras culturas orientales).
Las batallas se dan a cabo en las diversas regiones climáticas del mundo, en cada una de ellas hay animales específicos con características especiales a ese hábitat.

## Regiones climáticas
En ParaWorld, hay 5 regiones climáticas:
Sabana: Tiene un clima seco, meridional, azotado por tormentas de arena. Son llanos planos, donde la vida siempre está cerca de los oasis. Las formaciones rocosas le dan distinción de otras regiones. Es el hogar de muchos dinosaurios herbívoros de gran tamaño, y de algunos carnívoros. Es el lugar de origen de los desertores.
Jungla: Tiene un clima cálido tropical ecuatorial, con lugares pantanosos y las colinas están cubiertas por bosques primitivos. La exuberante vegetación hace que la jungla de soporte a un gran número de dinosaurios de todos los tamaños, carnívoros y herbívoros. Este es el hogar del Clan Dragón. 
Desierto de Hielo: Es una tundra, a menudo con tormentas de nieve. A pesar de las enormes cantidades de hielo y nieve, hay lugares con vegetación a ras del suelo y coníferas. Al igual que las Tierras del Norte, alberga a varios mamíferos y algunos dinosaurios. Ninguna de las naciones es oriunda de aquí, pero los nórdicos habían construido majestuosas construcciones antes de que el frío los azotara, entre ellos el Valhalla: lo hicieron en honor a sus dioses, pero por este invierno eterno, los nórdicos lo abandonaron por buscar mejores climas.
Tierras del Norte: Tiene un clima templado como el de Europa Meridional. La flora consiste en plantas de bosques de hoja caduca, y alberga a varios mamíferos y algunos dinosaurios. Los Nórdicos son originarios de aquí y varios de sus sepulcros y Stonehenges siguen de pie. El único edificio de digno de mencionar es Arca Druide.
Valle de Cenizas: Es un área estéril en medio de un sistema volcánico activo. La lava candente que fluye de las chimeneas entre intervalos regulares quemando todo a su paso. El aire sulfuroso y las lluvias de cenizas calientes lo hacen un lugar inhóspito para la mayorías de los seres, incluso las plantas que sobreviven allí se adaptaron al calor y a quemarse, aunque se regeneran. Solo aquellos dinosaurios con una gran y gruesa defensa como placa oseas y cuernos tienen este sitio prácticamente para sí mismos. Ninguna de las naciones se aventuran aquí sin tener una buena razón para arriesgarse.

## Clan Dragón
- Trabajador: Los trabajadores son las unidades básicas de la tribu. Cosechan los recursos y construir edificios. Son luchadores pobres, pero son buenos cazando
- Archer: Los arqueros se alinean las unidades de infantería. Son eficaces contra la infantería y las unidades montadas. Tienen muchas mejoras para aumentar su fuerza.
- Samurai: Esta unidad de infantería es eficaz contra unidades de infantería e ineficaces contra los animales.
- Spearman: lanceros son unidades de infantería que están especializados en la lucha contra los animales.
- Ice Spearman: Lanceros de hielo son las unidades de infantería que congelan a sus enemigos con lanzas.
- Mortero: Los morteros son unidades de infantería que atacar de una gama muy larga. Sus ataques hacen daño a todas las unidades en el área de sus misiles explotan y son sobre todo eficaces contra edificios.
- Tiradores: Los tiradores es una unidad de infantería que inflige daño con un arma grande.
- Luchador de Sumo: Luchadores de sumo son unidades fuertes de infantería.
- Ninja: Ninja son unidades de infantería que están especializados en la lucha contra unidades de infantería. Se ocupan mucho daño y puede atacar desde un rango pequeño, así, tratar menos daño, sin embargo. Pueden recibir actualizaciones que les proporciona invisibilidad permanente y la capacidad de bloquear una puerta abierta enemigo.
- Monje: monje son sanadores que pueden detectar las trampas y unidades ocultos. Ellos pueden aprender un hechizo para explorar y revelar unidades ocultas en una amplia zona a su alrededor.
- Lanzallamas: Esta unidad de infantería causa daño de área.
- Scout: El Scout es una unidad débil, rápido de montar un Gallimimus utilizado para espiar a los enemigos del jugador.
- Trade Car: El carro de Comercio viaja entre emporios.
- Gatling Rider: El motorista Gatling es un Parasaurolophus, montado por un tirador que dispara balas muy rápido. Se trata de una unidad animal moderadamente potente.
- Eusmilus Rider: Esta unidad animal es rápido eficaz contra cualquier cosa.
- Baryonyx Rider: El Baryonyx jinete es una unidad tipo amfibio que moderadamente potente y que es invisible hasta que ataca.
- Los tambores de guerra: los tambores de guerra es un Parasaurolophus que tira de un tambor de guerra como un carro. Sus sonidos de batería proporciona una bonificación de daño a las unidades cercanas.
- Transportador Salta: El transportador de Saltasaurus es una unidad animal fuerte que puede llevar a tres unidades de infantería en su espalda. Puede ser proporcionado con una habilidad para que sea invencible durante algunos segundos.
- Seismosaurus Titán: El titán Seismosaurus la unidad animal más fuerte del clan Dragón tiene. Se pelea con un enorme cañón en su parte posterior que tiene una gama muy larga. En mele, combate con dos Gatlings. El equipo está situado en su parte posterior. Su cuerpo está rodeado por una armadura metálica ligera.
- Smokebomber: El Smokebomber es una unidad de vehículo que no se puede luchar. Rodea las unidades cercanas con humo, haciéndolos invisibles si se quedan lo suficientemente cerca.
- Trike: Trikes son unidades rápidas que las unidades de vehículos dañan varios oponentes con su lanzallamas.
- Mecánica Escorpión: Escorpión La mecánica es una unidad de vehículo fuerte y una cosechadora de madera extremadamente eficaz.
- Dragon tanque: El tanque Dragón tiene el mayor alcance de todas las unidades de asedio. Sus bombas tratar una gran cantidad de daños a los edificios enemigos.
- Pesca Barco: Esta unidad no luchar. Recoge el pescado como fuente de alimento.
- Transporte de barco: Esta unidad no luchar. Se utiliza para transportar hasta diez unidades.
- Fireboat: La Lancha es un barco que daña las unidades múltiples oponentes, como el Trike, justo en el mar. Es peligroso si se construye en las masas.
- Submarino Muraeno: El Muraeno submarino es una unidad animal marítimo que es invisible hasta que ataca. Sus torpedos causan mucho daño.
- Barco de Rocket: El barco de cohetes es un barco de largo alcance que dispara salves de cohetes. Los cohetes estallan con el impacto, haciendo daño a las unidades y edificios. Rocket barcos son unidades efectivas de asedio.
- Minador: Se trata de un barco que produce minas flotantes.
- Ship Corsair: El barco corsario produce torres flotantes.

## Nórdicos
- Trabajadores: Los trabajadores son las unidades básicas de la tribu. Cosechan los recursos y construyen edificios. Son malos luchadores, pero son muy buenos cazando.
- Guerrero: Esta unidad de infantería es eficaz contra unidades de infantería e ineficaces contra los animales.
- Spearman: lanceros son unidades de infantería que son bastante especializados en la lucha contra los animales.
- Archer: Los arqueros se alinean las unidades de infantería. Son eficaces contra la infantería y las unidades montadas.
- Lancer: El Lancer es muy eficaz contra los animales.
- Druida: Los druidas son sanadores que pueden detectar las trampas y unidades ocultos. Pueden estar provistas de hechizos para explorar al enemigo desde cualquier ubicación en el mapa, para hostigar a los enemigos producción de alimentos y para crear réplicas de sí mismos con el fin de confundir al enemigo.
- Scout: El Scout es una unidad débil, pero rápido, monta un Megaloceros utilizado para espiar a los enemigos del jugador o para aumentar la fuerza de su ejército en combate.
- Chariot: El Carro es una unidad animal rápido y débil que puede llevar a una unidad de infantería.
- Jabalí: El jabalí es una unidad animal medianamente potente.
- Kentrosaurus: El Kentrosaurus es una unidad animal moderadamente potente que daña los combatientes que lo atacan cuerpo a cuerpo con sus picos.
- Rhino Batalla: El rinoceronte de batalla es una unidad animal fuerte adecuado para muchas formas de combate.
- Transportador Rhino: El transportador de Rhino es una unidad animal fuerte que puede transportar dos unidades de infantería en un ataúd en su espalda.
- Rhino Ballista: El rinoceronte Ballista es una fuerte unidad varió animal. Al que lo montaba le dispara pernos de una balista unido a su espalda.
- Mamut de Batalla: El mamut de batalla es una unidad animal fuerte que daña a varios oponentes con sus colmillos poderosos.
- Mamut Ayudante: La cosechadora Mamut es una unidad animal fuerte que puede obtener madera y piedra con más eficacia que un trabajador normal hace.
- Mamut Cañón: El cañón del registro es una fuerte unidad varió animal que es eficaz contra edificios. Se compone de un mamut que lleva un arma de asedio de gran tamaño.
- Triceratops Titán: El titán Triceratops son los escandinavos es el más fuerte unidad. Se trata de una unidad animal poderoso que puede transportar a cuatro unidades de infantería en su espalda.
- Vagón de Mercado: Viajes entre los bienes mercados comerciales.
- Battle Ram: Esta unidad máquina es muy eficaz contra edificios.
- Tanque de batalla: El tanque de batalla es una fuerte unidad varió máquina. Puede transportar hasta diez unidades de infantería, pero no pueden atacar desde el interior del tanque.
- Barco de pesca: Esta unidad no luchar. Recoge el pescado como fuente de alimento.
- Transporte de barco: Este barco no puede luchar. Se utiliza para transportar hasta diez unidades.
- Dragon Boat: El barco del dragón es un barco moderadamente potente a distancia.
- Ram barco: El barco de gran alcance es muy eficaz contra las naves enemigas. Les lleva en el cuerpo a cuerpo con un carnero enorme.
- Battleship: Esta nave es fuerte contra edificios. Es más bien débil frente a otras naves y debe ser vigilado por los buques o embarcaciones ram dragón.
- Berserker: Berserkers son guerreros poderosos, pero son imposibles de controlar.
- Ballestero: Ballestero se alinean las unidades de infantería que lo hacen mucho más daño que los arqueros.
- Eusmilus Rider: Esta unidad animal es rápido eficaz contra cualquier cosa.
- Killer: El asesino es una unidad de infantería con un martillo que hace mucho daño.
- Jetpack Warrior: Esta unidad de infantería puede saltar grandes distancias.
- Exo Enforcer. Esta unidad de máquina es eficaz en combate cuerpo a cuerpo.
- Lanzallamas: Esta unidad de infantería causa daño de área.
- Undead Warrior: Este guerrero puede esconderse en las trincheras. Ellos son grandes, pero son muy lentos.

## Desertores
- Trabajador: Los trabajadores son las unidades básicas de la tribu. Cosechan los recursos y construyen edificios. Son luchadores pobres, pero son muy buenos cazando.
- Spearman: lanceros son unidades de infantería que son bastante especializados en la lucha contra los animales.
- Warrior: Esta unidad de infantería es eficaz contra unidades de infantería e ineficaces contra los animales. Puede llevar consigo un aura que reduce el daño infligido por las unidades enemigas.
- Archer: Los arqueros se alinean las unidades de infantería. Son eficaces contra la infantería y las unidades montadas.
- Envenenador: envenenadores son unidades de infantería suicidas que lleva un cántaro lleno de veneno. Tras la muerte, liberan el veneno a todas las unidades enemigas alrededor.
- Shaman: Chamán son lanzadores de conjuros que pueden detectar las trampas y unidades ocultos. Pueden resucitar muertos y apoyar a las unidades del ejército del jugador. Sus hechizos de exploración, inmovilización y daños son de mayor uso en grandes batallas y de asedio por igual.
- Thrower Venom: El lanzador Veneno es una unidad de infantería que lanza botellas de veneno al enemigo.
- Rammer: Los rammer son unidades de infantería que pueden ser extremadamente eficaz contra edificios y fortificaciones.
- Asesino: El asesino es una unidad de infantería venenosa.
- Lanzallamas: Esta unidad de infantería causa daño de área.
- Scout: El Scout es una unidad débil, rápida, monta un Dilophosaurus utilizado para espiar a los enemigos del jugador.
- Raptor Handler: Un entrenador que ataca con un velocirraptor.
- Trade Dino: un Iguanodon llevaban mercancías de un bazar a otro.
- Ankylosaurus: El Ankylosaurus es una unidad animal moderadamente potente que se utiliza sobre todo para derribar edificios enemigos.
- Catapult Ankylo: El Ankylo-catapulta es un moderadamente potente unidad animal que tira piedras ya sea envenenando o arrojando huevos de dinosaurio velocirraptores que eclosionan en el aterrizaje, atacando a las unidades enemigas de forma independiente.
- Stegosaurus: El Stegosaurus es una unidad animal medianamente potente. Es eficaz contra unidades de infantería.
- Transportador Stego: El transportador de Stego es una unidad animal moderadamente potente que puede llevar a cuatro unidades de infantería en su espalda.
- Brachiosaurus: El Brachiosaurus es una unidad animal fuerte que daña a varios oponentes.
- Transportador Braquio: El transportador Braquio es una unidad animal fuerte que puede llevar a cuatro unidades de infantería en su espalda.
- Campo móvil: El campamento móvil es básicamente un Brachiosaurus con un enorme campamento-como la construcción en su parte posterior que dispara flechas como una torre. Fuerte en el combate a distancia, es capaz de producir las unidades de infantería y sirve como punto de recogida de los recursos explotados por los trabajadores.
- Catapult Braquio: La catapulta Braquio una fuerte unidad varió animal extremadamente eficaz contra edificios. Las piedras envenenadas que dispara también puede dañar las unidades de infantería.
- Transportador Triceratops: The Transporter Triceratops es una unidad animal que lleva tres unidades de infantería.
- Allosaurus: El Allosaurus es una unidad animal fuerte que es extremadamente eficaz contra la infantería y las unidades montadas.
- Eusmilus Rider: Esta unidad animal es rápido eficaz contra cualquier cosa.
- Mobile Center: El Centro Móvil es un iguanodonte que lleva un carro que recoge recursos y produce los trabajadores.
- T-Rex Titán: El T-Rex titán es la unidad más fuerte en el juego. Se trata de grandes cantidades de daños.
- Traker Dino: El Dino rastreador es un velociraptor que busca eliminar a los enemigos.
- Puerto flotante: El puerto es un puerto flotante que se puede mover en el mar. Que extrae pescado como fuente de alimento y produce las unidades amfibias y los barcos.
- Turtle Transporte: Esta unidad es un luchador malo. Se utiliza para transportar hasta diez unidades. Es amfibio, eso significa que puede caminar sobre la tierra y nadar en el agua.
- Kronosaurus: El Kronosaurus es una unidad animal marino que puede ser muy peligroso si se construye en las masas. Toma las naves enemigas en combate cuerpo a cuerpo.
- Turtle Torpedo: El Torpedo turtle es una unidad suicida que, una vez producido, se quita en una dirección aleatoria en busca de las unidades enemigas. Si los encuentra, explota e inflige mucho daño. Si no encuentra ningún enemigo, muere a los 45 segundos.
- Catamarán: El catamarán es un barco versátil que puede ser utilizado para cerco, así como para luchar contra las unidades enemigas con sus piedras envenenadas.

## Bestias
En ParaWorld, hay una gran variedad de animales prehistóricos, 58 en total, que se distribuyen por todo el mundo. Esta es la lista de los animales de ParaWorld:
Achelousaurus:
- Región: Sabana.

Allosaurus:
- Región: Desierto de Hielo, Jungla y Sabana.

Ankylosaurus:
- Región: Jungla, Sabana y Valle de Cenizas.

Anurognathus:
- Región: No especificada.
- Notas: No se puede usar.

Apatosaurus:
- Región: Jungla.

Archaeopteryx:
- Región: No especificada.
- Notas: No se puede usar.

Baryonyx:
- Región: Desierto de Hielo, Jungla y Sabana.

Bothriolepis:
- Región: Todas las aguas del mundo.
- Notas: No se puede usar, pero sirve como alimento.

Brachiosaurus:
- Región: Valle de Cenizas y Sabana.

Carcharodontosaurus:
- Región: Sabana.

Carnotaurus:
- Región: Valle de Cenizas.

Corythosaurus:
- Región: Jungla.

Deinonychus:
- Región: Jungla.

Dilophosaurus:
- Región: Sabana y Tierras del Norte.
- Notas: Presenta una cresta similar al Dilophosaurus de Jurassic Park.

Dimorphodon:
- Región: No especificada.
- Notas: No se puede utilizar.

Diplodocus:
- Región: Sabana

Dunkleosteus:
- Región: No especificada.
- Notas: Solo aparece en un nivel en un mercado.

Eusmilus:
- Región: Tierras del Norte.

Gallimimus:
- Región: Sabana.

Gigantopithecus:
- Región: No especificada.
- Notas: Solo aparece como un animal capturado.

Gastornis:
- Región: No especificada.
- Notas: Solo aparece en "The Holy City".

Henodus:
- Región: No especificada.
- Notas: No se puede utilizar.

Hypsidoris:
- Región: No especificada.

Iberomesornis:
- Región: No especificada.
- Notas: No se puede utilizar.

Iguanodon: 
- Región: Sabana y Desierto de Hielo.

Kentrosaurus:
- Región: Valle de Lava.

Kronosaurus:
- Región: Aguas de la Sabana.

Lambeosaurus:
- Región: Jungla.

Macroclemys:
- Región: No especificada.

Maiasaura:
- Región: Valle de Cenizas.

Mamut:
- Región: Tierras del Norte.

Megaloceros:
- Región: Tierras del Norte y Desierto de Hielo.

Muraenosaurus:
- Región: Aguas de la Sabana.

Ornithocheirus:
- Región: No especificada.
- Notas: No se puede utilizar.

Oviraptor:
- Región: Jungla.

Panoplosaurus:
- Región: Valle de Cenizas.

Parasaurolophus:
- Región: Sabana.

Pentaceratops:
- Región: Sabana.

Placochelys:
- Región: No especificada.
- Notas: No se puede utilizar.

Polacanthus:
- Región: Valle de Cenizas.

Psittacosaurus:
- Región: No especificada.
- Notas: No se puede utilizar.

Pteranodon:
- Región: Jungla y Sabana.
- Notas: No se puede utilizar.

Quetzalcoatlus:
- Región: No especificada.
- Notas: No se puede utilizar.

Saltasaurus:
- Región: Sabana.

Seismosaurus:
- Región: No especificada.
- Notas: Es un animal exclusivo del Clan Dragón, considerado como su Titán.

Smilodon:
- Región: Tierras del Norte y Desierto de Hielo.

Spinosaurus:
- Región: Jungla.
- Notas: Solo aparece una misión.

Stegosaurus:
- Región: Valle de Cenizas.

Stygimoloch:
- Región: Valle de Cenizas.

Styracosaurus:
- Región: Sabana.

Triceratops:
- Región: Jungla y Desierto de Hielo.
- Notas: Es el Titán de los Nórdicos.

Tsintaosaurus:
- Región: Tierras del Norte.

Tyrannosaurus Rex:
- Región: Sabana, Jungla y Tierras del Norte.
- Notas: Es el Titán de los Desertores.

Velociraptor:
- Región: Sabana.

Jabalí Salvaje:
- Región: Desierto de Hielo.

Rinoceronte lanudo:
- Región: Desierto de Hielo y Tierras del Norte.

## Recursos
Esta parte del juego tiene un parecido a Age of Empires, ya que también tienes que tener recolectores.
Madera:
Usada principalmente para construir, también usados para crear unidades armadas y algunas investigaciones.
Piedras:
Usadas para construir principalmente muros y grandes edificios, también se usa para algunas investigaciones y para crear unidades poderosas.
Alimentos:
Usados principalmente para crear unidades, y usado para completar algunas investigaciones.
También hay otro recurso especial, las Calaveras.
Una vez hayas destruido un edificio o unidad hostil, recibirás cierta cantidad de Calaveras.
Estas se usan a su vez para aumentar el nivel de tus unidades y para algunas investigaciones, así también sirven para invocar héroes.
Entre más poderoso sea el oponente que elimines, más Calaveras recibirás.

## Booster Pack
Esta es la primera expansión del juego. Es descargable pero por el momento se encuentra únicamente disponible en alemán (debido a que el juego fue hecho en Alemania), estos son los animales del pack:
Euoplocephalus:
- Región: Aparentemente Jungla.

Mosasaurus.
- Región: Aguas aparentemente de la Jungla.

Liopleurodon.
- Región: Aguas aparentemente del Desierto de Hielo.

Edmontosaurus.
- Región: Aparentemente Desierto de Hielo.

Heterodontosaurus.
- Región: Aparentemente Valle de Cenizas.

Ceratosaurus.
- Región: Aparentemente Valle de Cenizas.

Giganotosaurus.
- Región: Aparentemente Tierras del Norte.

Tarbosaurus.
- Región: Aparentemente Jungla.

Amargasaurus:
- Región: Aparentemente Sabana.

- Datos: Q726752